# Bandeira Paralímpica
A bandeira Paralímpíca é um dos símbolos oficiais do Comitê Paralímpico Internacional e dos Jogos Paralímpicos e dos Jogos Paralímpicos de Inverno.

## História
Durante sua história, a bandeira paralímpica teve várias versões, desde a primeira, em 1988, até a atual, adotada em 2008.

Bandeira paralímpica de 1988 a 1994

A primeira versão foi usada nos Jogos Paraolímpicos de Verão de 1988 em Seul, Coreia do Sul. Em seu desenho original havia cinco Tae-Geuks que foram usados no logotipo de esportes paralímpicos pela primeira vez. Esses Tae-Geuks que estavam dispostos, tanto nas cores como e sua posições, aos anéis olímpicos. No final dessa edição dos Jogos, o logotipo foi adotado pelo Comitê Internacional de Coordenação das Organizações Esportivas Mundiais para Pessoas com Deficiência (ICC). Quando o Comitê Paraolímpico Internacional (IPC) foi criado em 1989, o novo comitê também adotou os cinco Tae-Geuks como seu símbolo.

Bandeira paralímpica de 1994 a 2004

Em 1991, o IPC mudou seu logotipo a pedido do COI, que sentiu que a semelhança de seus logotipos era confusa e poderia prejudicar o marketing. Assim, o IPC acabou decidindo por um símbolo de três Tae-Geuks, representando o Lema Paraolímpico: Mente, Corpo e Espírito. No entanto, como o Comitê Organizador dos Jogos Paralímpico de Lillehammer (LPOC) já havia iniciado um programa de marketing para os Jogos Paralímpicos de Inverno de 1994 com base no logotipo antigo. Assim, o novo logotipo foi lançado oficialmente apenas após os Jogos de 1994, no IPC Athletics World Championships Berlim ainda no mesmo ano.

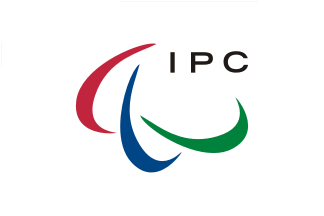
Bandeira paralímpica de 2004 a 2008

Em sua reunião em Atenas, em 5 de abril de 2003, o Comitê Executivo do IPC decidiu sobre uma nova identidade corporativa para o IPC. Trabalhando com a agência Scholz & Friends e muitas das partes interessadas do IPC, um novo visual para a organização foi criado, centrado na nova direção do IPC. O novo logotipo paraolímpico consiste em três elementos em vermelho, azul e verde.

## Características

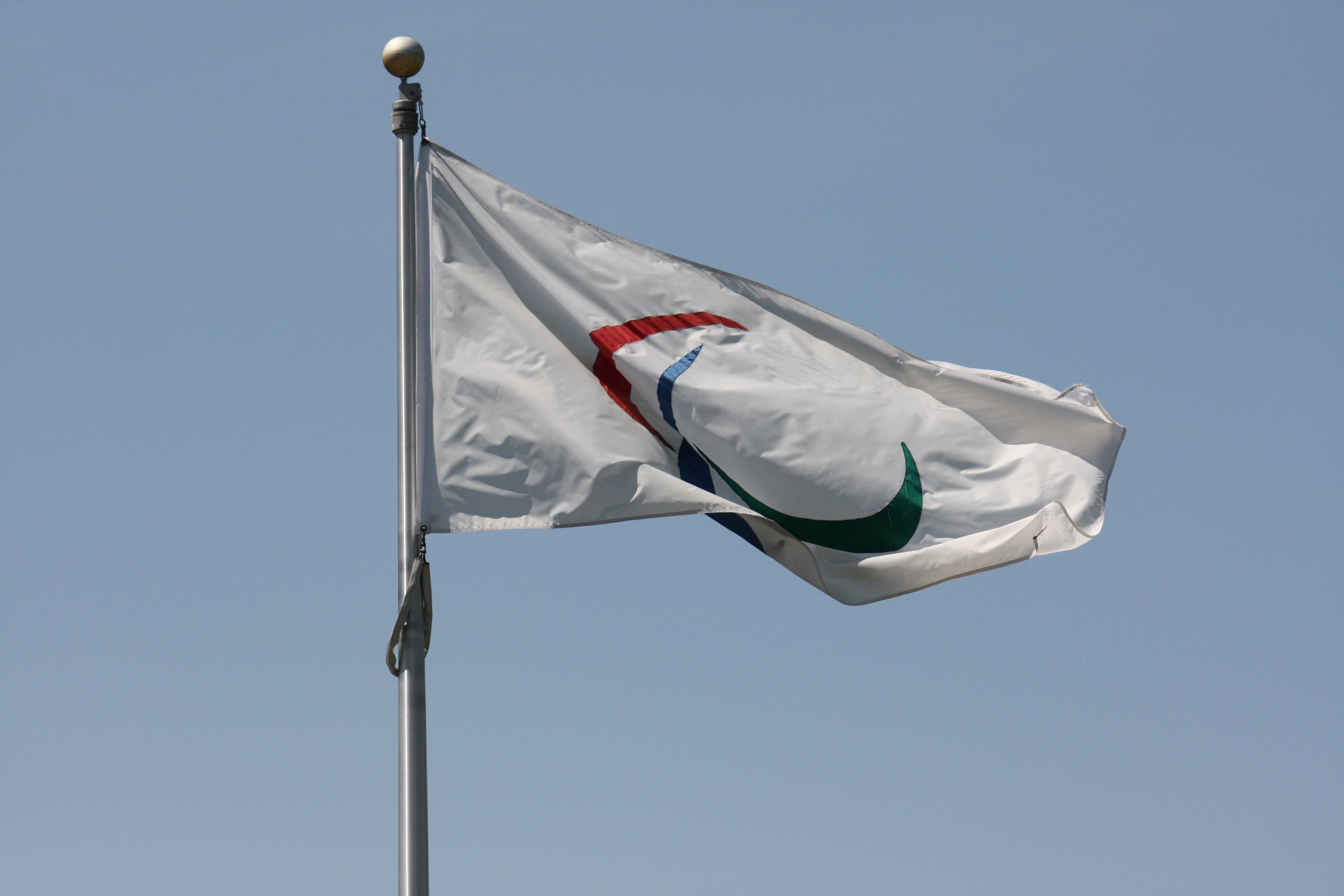
A bandeira paralímpica,hasteada na frente da prefeitura de Vancouver,nos dias prévios aos Jogos de Inverno de 2010

Seu desenho consiste em um retângulo branco em cujo centro está o Emblema Paralímpico. O emblema é composto por três arco, sendo um vermelho, um verde e um azul.

## Simbolismo
O logo paralímpico presente na bandeira são chamados "os três agitos” (latim para “eu me movo”) nas cores vermelha, azul e verde, sendo erssas as cores mais amplamente incluídas nas bandeiras nacionais.
Os três Agitos circundando um ponto central simbolizam o movimento, enfatizam o papel do Movimento Paralímpico em reunir atletas de todos os cantos do mundo para competir. O símbolo também reflete o lema paralímpico, “Espírito em movimento”, que representa a força de vontade de cada atleta.
O Símbolo Paralímpico enfatiza o fato de que os atletas paralímpicos constantemente inspiram e emocionam o mundo com suas atuações: sempre avançando e nunca desistindo. A forma também simboliza a visão do IPC de "Capacitar os atletas paralímpicos a alcançar a excelência esportiva e a inspirar e excitar o mundo".